# Max Rauer
Maximilian (Max) Rauer (* 29. Mai 1889 in Teplitz, Österreich-Ungarn; † 21. Juli 1971 in Berlin) war ein deutscher katholischer Theologe und Priester.

## Leben
Nach dem Besuch der Gymnasien in Innsbruck, Wilmersdorf und Dresden erwarb Rauer sein Abitur an der Kreuzschule. Von 1908 bis 1912 studierte er Philosophie, Geschichte und Katholische Theologie an der Universität Breslau. 1912 wurde er promoviert und war anschließend bis 1920 als Pfarrer im Bistum Meißen tätig. Nach der Habilitation lehrte er ab 1921 als Privatdozent für neutestamentliche Exegese, ab 1931 als außerordentlicher Professor an der Universität Breslau. Im Juli 1933 wurde Rauer kurzzeitig verhaftet, am 30. November 1933 verlor er die Lehrerlaubnis. Er musste Breslau verlassen und war bis 1936 als Pfarrer in Sommerfeld tätig, dann bis Ende der vierziger Jahre in Forst. 
1947 wurde er zum Honorarprofessor an der Universität Bonn ernannt.

## Schriften (Auswahl)
- Der dem Petrus von Laodicea zugeschriebene Lukaskommentar. Münster 1920, OCLC 43955566.
- Die Schwachen in Korinth und Rom nach den Paulusbriefen. Freiburg im Breisgau 1923, OCLC 402497753.
- (Hrsg.): Die Homilien zu Lukas in der Übersetzung des Hieronymus und die griechischen Reste der Homilien und des Lukas-Kommentars. Leipzig 1930, OCLC 9140756.
- Form und Überlieferung der Lukas-Homilien des Origenes. Leipzig 1932, OCLC 489802966.